# Et uus saaks alguse
«Et uus saaks alguse» (в переводе с эст.  Новое начало) — песня в исполнении эстонской певицы Биргит Ыйгемеэль, с которой она представила Эстонию на конкурсе песни «Евровидение 2013». Авторами песни являются Михкель Маттисен и Сильвия Соро.
Композиция победила в конкурсе «Eesti Laul 2013», национальном отборе Эстонии на «Евровидение», что позволило Биргит представить свою страну на международном конкурсе песни «Евровидение 2013», который проходил в шведском городе Мальмё.
Песня также записана на русском, английском, испанском и шведском языках.

## Позиции в чартах
| Чарт (2013)     | Наивысшая позиция |
| --------------- | ----------------- |
| Elmari Top 10   | 1                 |
| Uuno top 25     | 3                 |
| Sky Plus Top 40 | 3                 |